# Михальче
Михальче (укр. Михальче) — село в Городенковской городской общине Коломыйского района Ивано-Франковской области Украины.
Население по переписи 2001 года составляло 801 человек. Занимает площадь 16,664 км². Почтовый индекс — 78134. Телефонный код — 03430.